# House of God
House of God (с англ. — «Дом Божий») — студийный альбом Кинга Даймонда, выпущенный в 2000 году.

## Сюжет
Сюжетная линия альбома основана на мотивах легенды о Ренн-ле-Шато.
Человек потерялся в горах, и его окружили волки. Вдруг появляется старый серый волк с блестящими глазами, приказывает всем волкам уйти и приводит человека к маленькой церкви в нижней части холма. Человек входит в дом Божий, в котором всё начинает меняться. Волк превращается в красивую женщину. Человек и женщина влюбляются в друг друга с первого взгляда и грешат в церкви. Человек увидел на алтаре чёрного дьявола со следом поцелуя на голове. Он говорит с «Ангелом» (имя девушки), и она рассказывает ему свою историю: Ангел была выбрана сверхъестественными силами, чтобы охранять церковь, и заключила договор с дьяволом. У неё есть всего один год, чтобы найти замену для себя. Если ей это не удастся, она умрёт. Если она всё сделает, то она сможет покинуть это страшное место, но потеряет свою память. Человек позволяет ей уйти, но почти теряет сознание от боли в сердце от изоляции. В отчаянии он начинает уничтожать церковь и находит скрытый путь, который ведёт к подземным катакомбам. Там царствуют пауки и крысы среди человеческих костей. Человек слышит крик мумии. Он бежит обратно в церковь, таинственное существо говорит ему, что не существует ни Бога, ни дьявола, и что все они просто марионетки. Человек начинает сомневаться в смысле происходящего. В отчаянии он спрашивает себя: «Почему я здесь? Где жизнь начинается и заканчивается? Вселенная просто песчинка на огромном пляже?». Человек теряет веру в жизнь; он не может принять то, что видел, и вешается от отчаяния и боли.
Альбом начинается с монолога:
«На кресте он не умер, они пытали его, но он выжил. Переправившись через открытое море, на юг Франции, он нашёл покой. Там он женился на Магдалине, и основал свою династию. Он построил церковь на холме, чтобы служить всем богам по собственному желанию».

## Список композиций
Все тексты написаны Кингом Даймондом.
| №   | Название                       | Автор(ы)                  | Длительность |
| --- | ------------------------------ | ------------------------- | ------------ |
| 1.  | «Upon the Cross»               | Кинг Даймонд              | 1:44         |
| 2.  | «The Trees Have Eyes»          | Кинг Даймонд, Энди Ла Рок | 4:46         |
| 3.  | «Follow the Wolf»              | Кинг Даймонд              | 4:27         |
| 4.  | «House of God»                 | Кинг Даймонд, Энди Ла Рок | 5:36         |
| 5.  | «Black Devil»                  | Кинг Даймонд              | 4:28         |
| 6.  | «The Pact»                     | Кинг Даймонд, Энди Ла Рок | 4:10         |
| 7.  | «Goodbye»                      | Кинг Даймонд              | 1:59         |
| 8.  | «Just a Shadow»                | Кинг Даймонд              | 4:36         |
| 9.  | «Help!!!»                      | Кинг Даймонд              | 4:21         |
| 10. | «Passage to Hell»              | Кинг Даймонд              | 1:59         |
| 11. | «Catacomb»                     | Кинг Даймонд, Энди Ла Рок | 5:01         |
| 12. | «This Place Is Terrible»       | Кинг Даймонд              | 5:34         |
| 13. | «Peace of Mind» (Instrumental) | Энди Ла Рок               | 2:31         |

## Участники записи
- Кинг Даймонд — вокал
- Энди Ла Рок — гитара
- Глен Дровер — гитара
- Дэвид Харбор — бас-гитара
- Джон Люк Херберт — ударные